# Rio Calul (Priboiaşa)
O Rio Calul é um rio da Romênia, afluente do Priboiaşa, localizado no distrito de Vâlcea.